# Srednje težka črna luknja
Srednje težke črne luknje so verjetno posledica trkov zvezd. Njihov obstoj še ni povsem dokazan, vendar so v začetku leta 2004 z opazovanjem sosednjih galaksij našli sledi, ki kažejo na njihov obstoj. Srednje težke črne luknje se nahajajo v sredicah masivnih kroglastih kopic.
Po nekaterih ocenah njihova masa dosega več sto Sončevih mas.
So vmes med zvezdnimi in supermasivnimi črnimi luknjami, ki se nahajajo v središčih masivnih galaksij.